# Strach na Wróble
Strach na Wróble (ang. Scarecrow; właśc. Jonathan Crane) – fikcyjna postać (złoczyńca) z komiksów z udziałem Batmana, wydawanych przez DC Comics. Jego autorami był duet twórców Batmana: rysownik Bob Kane i scenarzysta Bill Finger. Zadebiutował on w komiksie World’s Finest Comics (vol. 1) #3 (zima 1941).
Doktor Jonathan Crane jest byłym psychologiem, który stał się przestępcą w Gotham City. Używa on specjalnego środka chemicznego wywołującego u ofiary strach i fobie. Należy do grona najbardziej znanych przeciwników Batmana i jego sojuszników.
Strach na Wróble gościł również w różnych adaptacjach przygód Batmana. W trylogii Mrocznego Rycerza (wszystkie w reżyserii Christophera Nolana), w postać doktora Jonathana Crane’a wcielił się Cillian Murphy. W grze Batman: Arkham Asylum głosu postaci Stracha na Wróble użycza Dino Andrade, z kolei w grze Batman: Arkham Knight w jego rolę wciela się australijski aktor John Noble.
W zestawieniu 100 największych komiksowych złoczyńców portalu internetowego IGN zajął 58. miejsce.

## Życiorys
Jonathan Crane był dziwnym dzieckiem. Jego pasją było straszenie zwierząt, a zamiast przebywać z rówieśnikami, wolał czytać książki, przez co nie był lubiany przez rówieśników. Dodatkowo jego wygląd – był bardzo chudy i wysoki – czynił go obiektem drwin. Gdy Crane dorósł, studiował psychiatrię i chemię, następnie został wykładowcą na uniwersytecie w Gotham. Napisał wiele stron na temat swojego ulubionego zagadnienia – strachu. Przeprowadzał wątpliwe etycznie eksperymenty, aż wreszcie został wydalony z uczelni po tym, jak podczas lekcji użył broni, by zademonstrować działanie strachu. Stworzył postać Stracha na Wróble, po czym użył swojego halucynogennego gazu wywołującego strach, aby zemścić się na dawnych kolegach i osobach, które przyczyniły się do usunięcia go z uniwersytetu. Przykuło to uwagę Batmana, który pokonał go i osadził w Azylu Arkham.
Wkrótce Crane uciekł z Azylu. Wedle strażników odwiedziła go matka, ale ta została uduszona lata temu podczas Dnia Matki. Batman wkrótce dopadł Stracha na Wróble uciekającego z Arkham na koniu. Nagle Batman zdał sobie sprawę, że to zwykła lalka, z której nagle zaczął się wydobywać dym, a prawdziwy Strach na Wróble już dawno uciekł. Dym okazał się gazem strachu, pod wpływem którego znalazł się Batman, którego prawdziwa tożsamość – Bruce Wayne – była podejrzewana przez prokuratora okręgowego Harveya Denta o powiązania mafijne.
Okazało się, że to boss gothamskiej mafii, Carmine Falcone, zaaranżował uwolnienie Stracha Wróble, którego wynajął do napadu na depozyt bankowy w Gotham. W rabunku pomagał mu Szalony Kapelusznik. Obaj zostali unieszkodliwieni przez Batmana i Catwoman. Crane został odesłany do Azylu Arkham, lecz szybko stamtąd zwiał za sprawą Denta, który, po oszpeceniu kwasem i postępującym szaleństwie został przestępcą zwącym się Dwie Twarze, wypuścił wszystkich najgorszych kryminalistów z ośrodka, aby zaatakować rezydencję Falcone’a. Jak większość przebierańców biorących udział w ataku na budynek, został złapany przez Batmana.
Gdy Bane uwolnił więźniów szpitala psychiatrycznego, sprzymierzył się z Jokerem. W wyniku skłócenia dwóch superprzestępców Batman zdołał ująć tego ostatniego, Strach na Wróble jednak zbiegł. Kiedy obiegła wiadomość, że Bane złamał Batmana, Scarecrow zerwał współpracę z Jokerem, uważając ją za nieopłacalną i potraktował go gazem strachu. Ku jego zdziwieniu Joker okazał się odporny na gaz i z radością go pobił i porzucił. Jakiś czas później Scarecrow poddał projekcji wirtualnej grupę studentów, by zrobić z nich, po przeciążeniu ich umysłów strachem, swe bezwolne sługi. Został schwytany przez Batmana II (Jeana Paula Valleya), który działał w Gotham w okresie rekonwalescencji Wayne’a oraz przestępcę Anarky’ego. Kiedy starał się wykonać portrety psychologiczne wrogów Batmana, by wiedzieć, jak ich wykorzystać przeciwko herosowi, Mroczny Rycerz o wszystkim się dowiedział. Gdy Crane starał się ukryć, Pingwin zaoferował mu współpracę. Po wypadku z asystentką Strach na Wróble przemienił się w Bestię Strachu, silnego potwora zdolnego do samodzielnego wydzielania gazu strachu.
Na krótko dołączył też do Korpusu Sinestro.

## Filmy
Strach na Wróble pojawił się w filmach Batman: Początek (Batman Begins), Mroczny rycerz (The Dark Knight) oraz Mroczny rycerz powstaje (The Dark Knight Rises), gdzie grał go Cillian Murphy.
Pojawił się również w serialu Gotham jako młodzieniec.